# 283 Emma
För andra betydelser, se Emma.
283 Emma eller 1980 FJ12 är en asteroid upptäckt 8 februari 1889 av den franske astronomen Auguste Charlois i Nice. Vem eller vad asteroidens namn anspelar på är okänt.
Den tillhör och har givit namn åt asteroidgruppen Emma.

## S/2003 (283) 1
Den 14 juli 2003 upptäckte W. J. Merline med flera vid Keck-observatoriet en måne till Emma. Bekräftelse av upptäckten gjordes vid VLT i Chile. Asteroiden har en omloppsbana med medelavståndet 596±3 km från Emma, excentriciteten 0,11±0,01 och omloppstiden 3,36±0,001 dygn. Månen har diametern 12 kilometer.
Ytterligare undersökningar har gett att det inte finns någon mer måne som är större än 3,7 km.